# Біллі Кід (фільм, 1930)
«Біллі Кід» (англ. Billy the Kid) — американський біографічний вестерн режисера Кінга Відора 1930 року.

## Сюжет
У цій версії Біллі Кід — легенда. Біллі, після розстрілу земляного барона Вільяма Донована, який вбив боса Біллі, переслідується і захоплений його другом, заступником шерифа Петом Гарреттом. Він тікає і знаходиться на шляху до Мексики, коли Гарретт, повертаючи його, повинен вирішити повернути його в систему або відпустити його.

## У ролях
- Джонні Мак Браун — Вільям Х. «Біллі Кід» Бонні
- Воллес Бірі — заступник шерифа Пет Гарретт
- Кей Джонсон — Клер Рендалл
- Карл Дейн — Свенсон
- Віндем Стендінг — Джон У. «Джек» Тунстон
- Расселл Сімпсон — Ангус МакСвін
- Бланш Фредерічі — місіс МакСвін
- Ворнер П. Річмонд — Боб Боллінджер
- Джеймс А. Маркус — полковник Вільям П. Донован
- Нельсон Макдауелл — Френк Гетфілд
- Джек Карлайл — містер Дік Брюер
- Джон Бек — Баттерворт
- Кріс-Пін Мартін — Сантьяго
- Маргарита Падула — Нікі «Пінкі» Вусіз
- Еджи Геррінг — місіс Емілі «Еммі» Гетфілд